# Отображение пауков в культурах

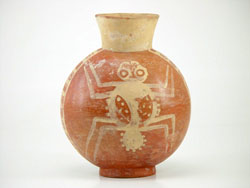
Изображение паука на керамике моче датируется 300 годом н. э..

На протяжении всей истории было множество отображений пауков в общественной культуре, мифологии и символизме. Начиная с древнегреческой мифологии и кончая африканским фольклором, образ пауков были использован человеком на различных предметах, а также в киноиндустрии: например, паучиха Шелоб в кинотрилогии «Властелин колец» и образ помеси человека с пауком в мультфильме и фильме «Человек-паук». Другие паукообразные персонажи в мультипликации — женщина-трансформер Чёрная Вдова из канадско-американской дилогии «Эра зверей» (англ. Beast Era), включающей мультсериалы «Звериные Войны» и «Зверороботы», и Эйрахнида из мультсериала «Трансформеры: Прайм» (само имя последней — англ. Airachnid — можно перевести как «воздушное паукообразное», поскольку она, кроме формы паука, имела альт-форму вертолёта).
- Паук — главный злодей стихотворной сказки Корнея Чуковского «Муха-Цокотуха».
- В «Волшебнике Изумрудного города» Александра Волкова фигурирует гигантский Паук, обитающий в лесу и высасывающий кровь у животных.
- Хромоног  — персонаж «Приключений Чиполлино» Джанни Родари, паук-почтальон, разносящий письма в почтовой сумке из паутины.
- В повести Кира Булычёва «Гай-до» фигурируют гигантские пауки, обитающие в подземельях планеты Пять-четыре.
- Джинджер — персонаж мультсериала «Битлджус», паучиха, танцующая чечётку.
- В фильме «Один дома» фигурирует ручной паук Аксель.
- В телесериале «Обитель зла» (2022) фигурирует гигантский паук, мутировавший под воздействием Т-вируса.

В книжной серии "Мир пауков" Колина Уилсона пауки - класс господ, люди - класс рабов.      
В мультипликационном сериале для детей Лунтик и его друзья присутствует паук Шнюк.       
- обезьяна-паук — и другие его представители, расы аракна,  смесь паука и обезьяны, один из супергероев, Бена Теннисана, из мультсериала Бен-10: Инопланетная сила, и франшизы Бен-10.

Согласно древнегреческому мифу, девушка Арахна, замечательная ткачиха, рискнула вызвать на состязание в данном искусстве саму богиню Афину Палладу; Арахна победила, но разгневанная богиня, не желая признать своё поражение, разорвала её работу, а её саму ударила челноком. Не стерпев унижения, Арахна повесилась, но Афина всё равно не оставила её в покое — вынула из петли, оживила, а затем превратила в паука и обрекла вечно прясть (по другой версии мифа, такая судьба постигла Арахну из-за того, что рисунки на её ткани изображали богов в смешном и «неподобающем» виде).
Упоминаются пауки и в Библии (Прит. 30:28).
Пауки символизируют терпение и коварство благодаря своей манере охотиться, сидя на ловчей сети и ожидая добычу, а также беду и свирепость из-за яда, от которого добыча долго умирает. Также яд паука рассматривается как проклятие.
У разных народов существует много различных поверий и примет, связанных с пауками.